# سالم الحمزة (الوضيع)

تعديل مصدري - تعديل

سالم الحمزة هي إحدى قرى عزلة  الوضيع بمديرية الوضيع التابعة لمحافظة أبين، بلغ تعداد سكانها 77 نسمة حسب تعداد اليمن لعام 2004.